# Gettin’ in Over My Head
Gettin’ in Over My Head ist ein Album des US-Musikers Brian Wilson. Es wurde im Juni 2004 veröffentlicht und erreichte in den US-Billboard-Charts Platz 100. In den UK-Charts war es auf Platz 53 zu finden, in Deutschland auf Platz 60. Produziert wurde das Album von Brian Wilson.

## Die Geschichte um das Album
Nach seinem letzten Soloalbum, das 1998 erschienen war, ging Wilson auf Welttourneen und veröffentlichte einige Live-Mitschnitte davon. 2003 kündigte er ein neues Studioalbum an.
In den 1990er Jahren hatte Brian Wilson oft mit seinem Freund Andy Paley zusammengearbeitet. Die Songs waren teilweise für sein Soloalbum Sweet Insanity (1992) und für ein neues Beach-Boys-Album (1996) geplant, allerdings wurden beide Alben nie veröffentlicht. Sire Records hatte die Bänder gehört und Brian Wilson bereits 1998 eine beachtliche Geldsumme geboten, um dieses Material veröffentlichen zu dürfen. Melinda Wilson, Wilsons Ehefrau und Managerin, und Joe Thomas lehnten dies jedoch ab. 1996, während der Aufnahmen des Beach-Boys-Albums Stars and Stripes, hatte Melinda Wilson mit Joe Thomas einen Vertrag abgeschlossen, der Brian Wilson verpflichtete, zwei Alben gemeinsam mit Joe Thomas zu schreiben und zu produzieren. Dieser Vertrag machte es für Wilson unmöglich, das Material von ihm und Andy Paley zu veröffentlichen, er musste Sire Records absagen. 2003 entließ Thomas Wilson aus dem Vertrag.

## Mitwirkende
Die meisten der Songs wurden in den 1990er Jahren von Brian Wilson und Andy Paley geschrieben. Wilson versammelte seine zehnköpfige Tour-Band und spielte das Album mit ihnen ein. Wilson sang bis auf wenige Ausnahmen die Lead- und Backing-Vocals selbst.
Auf dem Album wirkten Elton John, Eric Clapton und Paul McCartney als Gastmusiker mit. Dazu befindet sich das Lied Soul Searchin’ auf dem Album, eingesungen von Carl Wilson. Soul Searchin’ war für ein Beach-Boys-Album geplant. Es war der letzte Brian-Wilson-Song, zu dem Carl Wilson die Lead-Vocals aufgenommen hatte. Das Stück entstand während einer Beach-Boys-Session aus dem Jahre 1996. Brian Wilson entfernte die Gesangs-Parts der restlichen Beach Boys und sang sie selbst neu ein.
Neben Andy Paley arbeitete auch der kalifornische Lyriker Steve Kalinich als Texter an diesem Album mit. Kalinich hatte Ende der 1960er und Mitte der 1970er Jahre mit Dennis und Brian Wilson zusammengearbeitet, aber die wenigsten Songs daraus wurden veröffentlicht.

## Trackliste
1. How Could We Still Be Dancin’ (Brian Wilson/Joe Thomas)
Ein Duett von Brian Wilson und Elton John aus dem Jahre 2003. Elton John singt die Strophe, Wilson den Refrain. Der Song war für das letzte unveröffentlichte Beach-Boys-Album geplant.
2. Soul Searchin’ (Brian Wilson/Andy Paley)
Der Titel stammt aus dem Jahre 1997 und entstammt einer „Beach-Boys-Session“. Es war der letzte Brian-Wilson-Song, zu dem sein Bruder Carl Wilson die Lead Vocals aufgenommen hatte. Carl Wilson starb 1998. Carl Wilsons Stimme ist in der Strophe zu hören, die restlichen Parts sang Brian Wilson ein. Das Lied war ebenfalls für ein neues „Beach-Boys“-Album gedacht, das aber nie zustande kam. Der Titel wurde 1996 in einem Londoner Hotel geschrieben.
3. You Have Touched Me (Brian Wilson/Steve Kalinich)
Ein Lied, das Brian Wilson Anfang der 1990er Jahre für seine Frau Melinda schrieb.
4. Gettin’ in Over My Head (Brian Wilson/Andy Paley)
Der Song handelt von einem Mann, der Angst davor hat, sich neu zu verlieben, da er fürchtet, verletzt zu werden. Das Stück entstand Mitte der 1990er Jahre.
5. City Blues (Brian Wilson)
Brian Wilson schrieb diesen Titel Anfang der 1980er Jahre. Er entstammte den „Hamburger Sessions“, an denen Brian Wilson und sein Bruder Dennis Wilson beteiligt waren. Brian Wilsons Bandmitglied Scott Bennett schrieb einige Textpassagen um, verzichtete aber auf eine Erwähnung in den Credits. Eric Clapton spielt auf diesem Song die Bluesgitarre.
6. Desert Drive (Brian Wilson/Andy Paley)
Ein Rocksong aus den frühen 1990er Jahren. Das einzige Stück auf dem Album, an dem Wilsons Tour-Band auch stimmlich beteiligt ist.
7. A Friend Like You (Brian Wilson/Steve Kalinich)
Am Lied wirkte Paul McCartney als Sänger und Gitarrist mit. Der Titel ist der einzige neue Song, der 2003 geschrieben wurde.
8. Make a Wish (Brian Wilson)
Ein Song vom Sweet Insanity-Album, der neu überarbeitet wurde. Auch hier schrieb Wilson Musik und Text.
9. Rainbow Eyes (Brian Wilson)
Auch dieses Stück war für das Sire-Records-Album geplant. Wilson schrieb Text und Musik.
10. Saturday Morning in the City (Brian Wilson/Andy Paley)
Ein Lied im Stil der 1920er Jahre, geschrieben um 1995.
11. Fairy Tale (Brian Wilson/David Foster)
Diese Komposition stammt vom Ende der 1980er Jahre. Auch sie war für Sweet Insanity geplant. Brian Wilson schrieb für diesen Song zuerst Text und Musik. Dann schrieb David Foster einen neuen Text dazu. Einige Zeit später tauchte dieses Stück, wieder mit neuem Text, auf einem Album der Gruppe Chicago auf.
12. Don’t Let Her Know She Is an Angel (Brian Wilson)
Ein weiteres Stück, das für das Sweet Insanity geplant war. Es wurde Anfang der 1990er geschrieben.
13. The Waltz (Brian Wilson/Van Dyke Parks)
Die Musik zu diesem Song wurde von Wilson Anfang der 1990er geschrieben und war für das Sweet Insanity-Album geplant. Van Dyke Parks schrieb 2003 einen neuen Text für das Lied, was Wilson veranlasste, es mit auf das Album zu nehmen.